# Adriana Chechik
Adriana Chechik, pseudonimo di Dezarae Kristina Charles (Downingtown, 4 novembre 1991), è un'attrice pornografica statunitense.

## Biografia
Nata a Downingtown, in Pennsylvania, è cresciuta in una famiglia affidataria: sebbene le sia stato detto di essere di discendenza inglese, russa e serba, ha dichiarato di non sapere se sia effettivamente vero. Conseguito un GED, si iscrisse alla Drexel University, dove studiava biochimica.
Prima di entrare nell'industria pornografica nel 2013, lavorava come spogliarellista allo Scarlett's Cabaret di Hallandale Beach in Florida. Il cognome del suo pseudonimo deriva dal regista David Chechik. Nel maggio 2013 firmò un contratto non esclusivo della durata di un anno con la Erotique Entertainment.
Partecipò alla sua prima gang bang, con prima doppia penetrazione anale, nel film This Is My First... - A Gangbang Movie, che venne pubblicato il 7 novembre 2013. Nel 2014 uscì Gangbang Me: in esso ha girato la sua prima scena di tripla penetrazione anale. Il 5 settembre 2014 aprì il proprio sito personale (AdrianaChechik.com) sul Cherry Pimps Network.
È apparsa nella puntata del 12 agosto 2014 del The Howard Stern Show. È inoltre apparsa sulla pagina "Sexy/Skanky" del numero di settembre 2014 della rivista Cosmopolitan. Nel 2017 ha partecipato e vinto la terza edizione di DP Star, una sfida della casa di produzione Digital Playground. Nel 2022 si ritira dal porno per dedicarsi a tempo pieno al suo canale su Twitch. Nell'ottobre 2022 si è gravemente ferita dopo essere saltata in una vasca piena di cubi di spugna che riteneva molto più profonda ed in grado di attutire l'impatto. Adriana ha detto che la caduta le ha rotto la schiena in almeno due punti.
Nel 2024, dopo aver iniziato a girare alcune scene su OnlyFans, ha annunciato il suo ritorno nell'industria pornografica.

## Filmografia parziale
- The Innocence of Youth 5 (2013)
- Grease XXX: A Parody (2013)
- Allie (2014)
- Gangbang Me (2014)
- I Love Big Toys 39 (2014)
- Internal Damnation 8 (2014)
- Mother Daughter Thing (2014)
- Paint (2014)
- This Is My First… A Gang Bang Movie (2014)
- Adriana Chechick & Karmen Karma's Through The Jeans BJ (2015)
- Adriana’s a Slut (2015)
- Brunettes Go Black (2015)
- Buttslammers (2015)
- Karma’s A Bitch (2015)
- Mick Blue is One Lucky Bastard (2015)
- Orgy Masters 7 (2015)
- TS Playground 21 (2015)
- Turning: A Lesbian Horror Story (2015)
- Adriana Chechik: The Ultimate Slut (2016)

- Color Blind (2016)
- Gape Tryouts (2016)
- Holly Hendrix’s Anal Experience (2016)
- Latina Squirt Goddess (2016)
- Adriana Chechik Is The Extreme Anal Queen (2017)
- Adriana Chechik Is the Squirt Queen (2017)
- Bad Babes Inc. (2017)
- Big Messy Gangbang (2017)
- Crossing Borders (2017)
- Cuckold Sessions: Adriana Chechik (2017)
- Squirting Adriana's Creampie Foursome (2017)
- Zombie Slayers (2017)
- After Dark (2018)
- Anal Nymphos Anal Legends 2 (2018)
- DP Masters 6 (2018)
- Fuck Club (2018)
- Grangerous Liaisons (2018)
- Star Wars: The Last Temptation (2018)
- Summer Sluts 2 (2018)
- Wet Adventures (2018)
- A Cold Night in December (2019)

- Adriana Chechik: The Ultimate Slut 2 (2019)
- Center of Attention (2019)
- Dangerous Women (2019)
- Double Dose (2019)
- One Night in Paris (2019)
- Swallowed 29 (2019)
- 5 Wonders of Chechik: Healing creampie (2020)
- Adriana Chechik’s Extreme Gangbang (2020)
- Anal Destruction 8 (2020)
- Between Besties (2020)
- Creampie Compilation - Jonni Darkko (2020)
- The Longest Ride with Adriana Chechik (2020)
- Muse (2020)
- Stars (2020)
- Squirt on Me (2020)
- Transfixed 6 (2020)
- Adriana Chechik Lets a Big Dick Stretch and Stuff Her Oily Holes (2021)
- DP Masters 7 (2021)
- Family Always Comes First 8 (2022)
- Fill Her Up (2022)
- Blowbangs (2023)

## Riconoscimenti
- 2015
  - AVN Award for Best Anal Sex Scene per Internal Damnation 8 con Manuel Ferrara[15][16]
  - AVN Award for Most Outrageous Sex Scene per Gangbang Me con Erik Everhard, James Deen e Mick Blue[15]
  - NightMove Award Best Female Performer (Fan Choice)[17]
  - XBIZ Best Scene– Non - Feature Release per Gangbang Me con Chris Strokes, Erik Everhard, James Deen, John Strong e Mick Blue[18][19]
  - XRCO Superslut[20]
  - XRCO Orgasmic Analist[20]
- 2016
  - AVN Awards for Best Transsexual Sex Scene per TS Playground 21 con Vixxen Goddess[21]
  - NightMove Award Best Female Performer (Fan Choice)[22]
  - XRCO Female Performer of the Year[23]
  - XRCO Superslut[23]
- 2017
  - AVN Award for Best Oral Sex Scene per Adriana Chechik: The Ultimate Slut[24]
  - AVN Award for Female Performer of the Year[24]
  - AVN Award for Most Outrageous Sex Scene per Holly Hendrix's Anal Experience con Holly Hendrix e Markus Dupree[24]
  - XRCO Female Performer of the Year[25]
  - NightMove Award Best Female Performer (Fan Choice)[26]
- 2018
  - AVN Award for Best Transsexual Sex Scene per Adriana Chechik Is the Squirt Queen con Aubrey Kate[27]
  - AVN Best Virtual Reality Sex Scene per Zombie Slayers con Megan Rain, Arya Fae e Tommy Gunn[27]
- 2019
  - XBIZ Best Scene - Vignette Release per After Dark con Tori Black e Johnny Sins[28]
  - XRCO Superslut[29]

- 2020
  - AVN Award for Best Oral Sex Scene per Swallowed 29 con Alex Jones[30]

- 2021
  - AVN Award for Best Gangbang Scene per Adriana Chechik's Extreme Gangbang con Alex Jones, Eddie Jaye, John Strong, Markus Dupree, Rob Piper e Scotty P[31]
  - AVN Award for Best Transgender Group Sex Scene per Stay Gold con Kloe Khay e Natalie Mars[32]
  - XBIZ Best Scene - Feauture Movie per Muse 1 con Isiah Maxwell, Maitland Ward e Sly Diggler[33]